# Chrám svatého Sergeje Radoněžského (Nižnij Novgorod)
Chrám svatého Sergeje Radoněžského (rusky Церковь Сергия Радонежского) je pravoslavný chrám v centru ruského Nižního Novgorodu.

## Historie
S výstavbou chrámu se započalo roku 1865, přičemž projekt schválil osobně car Alexandr II. Nikolajevič. Za návrhem stál místní architekt Robert Jakovlevič Kilevejn a chrám byl dokončen v roce 1869. Ukázalo se však, že kapacitně nevyhovuje, proto byly k věži zbudovány ještě nízké přístavky, aby se bohoslužeb mohlo účastnit více věřících.
V dobách SSSR sídlila v budově místní pobočka Svazu umělců SSSR, zvony byly roztaveny.
Nižněnovgorodské eparchii byl chrám navrácen roku 2003. V říjnu 2006 potom bylo na zvonici instalováno 12 zvonů, z nichž největší vážil 4 tuny. Téhož roku došlo také k opětovnému vysvěcení nižněnovgorodským archiepiskopem Georgijem. Slavnostní bohoslužby se zúčastnil i tehdejší ruský premiér Dmitrij Medvěděv.
Od prosince 2006 při chrámu funguje pravoslavné centrum hluchoněmých a nedělní bohoslužby jsou tlumočeny do znakové řeči. O sobotách a nedělích se zde schází pravoslavné mládežnické centrum a pravoslavný rodinný klub, které se zabývají především sociálně-misionářskou prací.
V chrámu je uchovávána ikona s částí ostatků svatého Sergeje Radoněžského, vytvořená mnichy Trojicko-sergijevské lávry roku 2006.